# Бирбихлер, Йозеф
Йозеф «Зепп» Бирбихлер (нем. Josef Bierbichler, род. 26 апреля 1948 в Амбахе) — немецкий актёр, режиссёр, сценарист.

## Биография
Йозеф Бирбихлер родился в семье фермера в Амбахе (ныне — Мюнзинг).
В детстве посещал театральную школу в Хольцхаузене недалеко от Мюнхена. После окончания начальной школы и школы-интерната получил образование в области гостиничного хозяйства.
Первая актёрская работа состоялась в Хольцхаузене, где он встретился с Памелой Ведекинд (нем. Pamela Wedekind) и Рудольфом Нёльте (нем. Rudolf Noelte), которые пригласили его в мюнхенский Резиденцтеатр. Популярность у публики приобрёл с ролью в пьесе «Бранднер Каспар и вечная жизнь» (нем. Der Brandner Kaspar und ewig' Leben), телевизионная версия которой вышла в 1975 году.
В 1976 познакомился с драматургом и режиссёром Гербертом Ахтернбушем. Вместе со своей сестрой Аннамирль Бирбихлер (нем. Annamirl Bierbichler) снялся в нескольких фильмах Ахтернбуша.

## Фильмография
| - 1975 — Бранднер Каспар и вечная жизнь (телефильм) / Der Brandner Kaspar und das ewig' Leben - 1976 — Атлантический плавец / Die Atlantikschwimmer — Зепп - 1976 — Стеклянное сердце / Herz aus Glas — Хиас - 1977 — Жестокое действие (телефильм) / Der harte Handel — сосед - 1977 — Пивная борьба / Bierkampf — Герберт Швагер - 1977 — Привет, Бавария / Servus Bayern - 1978 — Молодой монах / Der junge Mönch — человек на вулкане - 1978 — Первый вальс / Der erste Walzer — отец Санди (в титрах — Зепп Бирбихлер) - 1979 — Войцек / Woyzeck — начальник военного оркестра - 1980 — Команчи / Der Komantsche — сводный брат - 1981 — Мой друг шейх (телефильм) / Mein Freund, der Scheich — Тони Рамзауэр - 1981 — Негр Эрвин / Der Neger Erwin — музейный сторож - 1982 — Призрак / Das Gespenst — Ремер / фермер - 1984 — Рак-путешественник / Wanderkrebs - 1986 — Да здравствует Гитлер! / Heilt Hitler! - 1987 — Триумф праведника / Triumph der Gerechten — обезьяна - 1987 — Куда? / Wohin? — скунс | - 1989 — Микс Викс / Mix Wix — мужчина - 1990 — Вильгельм Телль (телефильм) / Wilhelm Tell — Вильгельм Телль - 1993 — Смертоносная Мария / Die tödliche Maria — отец Марии - 1997 — Пикассо в Мюнхене / Picasso in München — доктор Брёзель (в титрах — Зепп Бирбихлер) - 1997 — В зимней спячке / Winterschläfer — Тео - 2000 — Код неизвестен / Code inconnu: Récit incomplet de divers voyages — фермер (в титрах — Зепп Бирбихлер) - 2000 — Прощание. Последнее лето Брехта / Abschied — Brechts letzter Sommer — фермер - 2001 — Хайди / Heidi — человек в молочном магазине - 2003 — Гамлет_X / Hamlet_X — Уильям Шекспир - 2006 — Зимнее путешествие / Winterreise — Франц Бреннингер - 2008 — Однажды зимой / Im Winter ein Jahr — Макс Холландер — Художник - 2008 — Архитектор / Der Architekt — Георг Винтер - 2009 — Германия-09 / Deutschland 09 — 13 kurze Filme zur Lage der Nation - 2009 — Белая лента / Das weiße Band — стюард |